# رامون كورونيل
رامون كورونيل (بالإسبانية: Ramón Coronel) (31 مارس 1991 بكابياتا في باراغواي - ) هو مدرب كرة قدم ولاعب كرة قدم باراغواياني في مركز الدفاع. شارك مع منتخب باراغواي لكرة القدم. أما مع النوادي، فقد لعب مع ناسيونال أسونسيون وClub Deportivo Capiatá ‏.

## وصلات خارجية
- رامون كورونيل على موقع قاعدة بيانات كرة القدم.إي يو (الإنجليزية)
- رامون كورونيل على موقع ناشيونال فوتبول تيمز (الإنجليزية)
- رامون كورونيل على موقع Soccerway.com (الإنجليزية)
- رامون كورونيل على موقع عالم كرة القدم.نت (الإنجليزية)